# Episodi di Andromeda (terza stagione)
La terza stagione della serie televisiva Andromeda, composta da 22 episodi, è stata trasmessa per la prima volta tra il 21 settembre 2002 e il 12 maggio 2003.
| nº | Titolo originale                | Titolo italiano           | Prima TV USA      | Prima TV Italia |
| -- | ------------------------------- | ------------------------- | ----------------- | --------------- |
| 1  | If the Wheel Is Fixed           | Doppia personalità        | 21 settembre 2002 |                 |
| 2  | The Shards of Rimni             | Il vaso di Pandora        | 7 ottobre 2002    |                 |
| 3  | Mad to Be Saved                 | Un insolito salvataggio   | 14 ottobre 2002   |                 |
| 4  | Cui Bono                        | Il candidato              | 21 ottobre 2002   |                 |
| 5  | The Lone and Level Sands        | Gli ammutinati            | 28 ottobre 2002   |                 |
| 6  | Slipfighter the Dogs of War     | Missione Fighter          | 4 novembre 2002   |                 |
| 7  | The Leper's Kiss                | Missione segreta          | 11 novembre 2002  |                 |
| 8  | For Whom the Bell Tolls         | Spettri sull'Andromeda    | 18 novembre 2002  |                 |
| 9  | And Your Heart Will Fly Away... | Ritorno al passato        | 25 novembre 2002  |                 |
| 10 | The Unconquerable Man           | Un uomo invincibile       | 20 gennaio 2003   |                 |
| 11 | Delenda Est                     | Il nemico invisibile      | 27 gennaio 2003   |                 |
| 12 | The Dark Backward               | Visioni mortali           | 3 febbraio 2003   |                 |
| 13 | The Risk All Point              | Il pericolo ovunque       | 10 febbraio 2003  |                 |
| 14 | The Right Horse                 | La macchina della verità  | 17 febbraio 2003  |                 |
| 15 | What Happens to a Rev Deferred? | Richiesta di aiuto        | 24 febbraio 2003  |                 |
| 16 | Point of the Spear              | Un pianeta da distruggere | 31 marzo 2003     |                 |
| 17 | Vault of the Heavens            | Il pianeta di ghiaccio    | 7 aprile 2003     |                 |
| 18 | Deep Midnight's Voice           | La sonda                  | 14 aprile 2003    |                 |
| 19 | The Illusion of Majesty         | La principessa Tura       | 21 aprile 2003    |                 |
| 20 | Twilight of the Idols           | I Templari dello spazio   | 21 aprile 2003    |                 |
| 21 | Day of Judgement, Day of Wrath  | Rivelazioni               | 5 maggio 2003     |                 |
| 22 | Shadows Cast by a Final Salute  | La reliquia               | 12 maggio 2003    |                 |

## Doppia personalità
- Titolo originale: If the Wheel Is Fixed
- Diretto da: Allan Eastman
- Scritto da: Robert Engels

### Trama
Dylan tenta di salvare Tyr e Beka riportando la Maru verso il pozzo gravitazionale, ma è costretto ad abbandonarla a causa di un grande campo di detriti che viene risucchiato nel pozzo. Quando ritorna, Beka e Tyr appaiono sull'Andromeda senza una ragione apparente. Ora che il suo equipaggio si è riunito, l'Andromeda tenta di liberarsi dall'attrazione gravitazionale del pozzo. Durante il tentativo, Beka cerca di scivolare troppo presto, facendo trascinare l'Andromeda nel pozzo. Dylan prende rapidamente il controllo del timone e tira fuori la nave, ma Tyr e Beka sembrano comportarsi in modo strano.

## Il vaso di Pandora
- Titolo originale: The Shards of Rimni
- Diretto da: Brad Turner
- Scritto da: Robert Engels

### Trama
Dylan riceve un pacco e porta Harper con sé in una missione segreta. Durante la missione, Dylan e Harper vengono accusati di omicidio, ma riescono a evadere con la speranza di provare la loro innocenza. Diverse navi vanno sull'Andromeda per riportarli indietro.

## Un insolito salvataggio
- Titolo originale: Mad to Be Saved
- Diretto da: Jorge Montesi
- Scritto da: Matt Kiene e Joe Reinkemeyer

### Trama
Andromeda riceve una richiesta di soccorso da un mercantile e riesce ad attraccarlo, ma il mercantile sta perdendo ossigeno perché ha i portelloni aperti. Dylan e Tyr riescono a salvare la maggior parte del suo equipaggio dal soffocamento, ma tutti i salvati mostrano segni di danni cerebrali. Il loro leader informa Dylan che sono fuggiti da un mondo infernale di schiavi da cui nessuno è mai fuggito prima.

## Il candidato
- Titolo originale: Cui Bono
- Diretto da: Brad Turner
- Scritto da: Ashley Miller e Zack Stentz

### Trama
Dylan e l'Andromeda ricevono l'ordine dall'Alta Guardia riformata di trasportare e proteggere un candidato per l'elezione al Secondo Triumvirato della Nuova Confederazione. Con sorpresa dell'equipaggio, il candidato non è altro che lo "zio" di Beka, Sid, un subdolo e squallido "uomo d'affari" che lavorava con suo padre. Sia Beka che Dylan sono preoccupati che Sid possa entrare a far parte del corpo dirigente della Nuova Confederazione, ma quando trovano Sid privo di sensi e sanguinante nel suo ufficio, sono costretti a proteggerlo dai suoi assalitori.

## Gli ammutinati
- Titolo originale: The Lone and Level Sands
- Diretto da: Jorge Montesi
- Scritto da: Ashley Miller e Zack Stentz

### Trama
Mentre viene inseguita da Ogami, la Maru viene salvata dalla Bellerophon, un'astronave perduta da tempo dalla Terra.

## Missione Fighter
- Titolo originale: Slipfighter the Dogs of War
- Diretto da: Mike Rohl
- Scritto da: Matt Kiene e Joe Reinkemeyer

### Trama
Trance piange la perdita del suo parente, Mesmer, ma nel bel mezzo del funerale l'Andromeda viene colpita da molte enormi onde d'urto, facendo vacillare la nave. Scoprono che le onde d'urto sono emanate da una stella che diventa supernova e i segni indicano l'uso di un'arma simile a una bomba nova. L'equipaggio giunge alla conclusione che Marduk, un pianeta canaglia, è la fonte dell'arma, ma l'Andromeda ha bisogno di aiuto per raggiungere i suoi obiettivi.

## Missione segreta
- Titolo originale: The Leper's Kiss
- Diretto da: Mike Rohl
- Scritto da: Matt Kiene e Joe Reinkemeyer

### Trama
Un altro "padre fondatore" della Nuova Confederazione contatta Dylan per farsi aiutare ad abbattere un assassino molto pericoloso chiamato "il lebbroso", che attualmente lo sta prendendo di mira. Ordina a Dylan di mantenere questa missione top secret, anche ai suoi superiori. Per ottenere informazioni su dove si trova il lebbroso, Dylan si promuove come un agente del lebbroso che cerca di reclutare criminali per un colpo. In questo modo riesce a catturare la sorella del lebbroso, Sasha, che interroga per avere informazioni.

## Spettri sull'Andromeda
- Titolo originale: For Whom the Bell Tolls
- Diretto da: Philip David Segal
- Scritto da: Naomi Janzen

### Trama
Durante una tempesta solare, Dylan è costretto a lasciare Beka e Harper nell'orbita di un pianeta. Quando riesce a recuperarli, recupera inavvertitamente anche degli organismi che divorano i componenti elettronici della Maru. Devono trovare un modo per fermare le creature prima che infliggano danni permanenti anche all'Andromeda.

## Ritorno al passato
- Titolo originale: And Your Heart Will Fly Away
- Diretto da: Allan Eastman
- Scritto da: Michael Cassutt

### Trama
Quando un amore perduto da tempo ritorna, Tyr scompare dalla nave per proteggerla da un assassino.

## Un uomo invincibile
- Titolo originale: The Unconquerable Man
- Diretto da: J. Miles Dale
- Scritto da: Zack Stentz e Ashley Miller

### Trama
Mentre prepara il cadavere dell'ex primo ufficiale e amico di Dylan, Gaheris Rhade, per il trasporto nel resto del suo clan, l'Andromeda sperimenta qualcosa di strano. Un Rhade vivo appare davanti a Beka e Trance per distruggere il generatore iperspazio. Trance lo mette in guardia contro questo e inizia un flashback sul passato di questo Gaheris, in cui ha ucciso Dylan all'inizio della ribellione nietzscheana, ma è stato intrappolato nel tempo come Dylan. In questa linea temporale alternativa, Rhade prende il comando dell'Andromeda e tenta, con l'aiuto dell'equipaggio della Maru e un ologramma di Dylan, di ristabilire la Confederazione e respingere la minaccia Magog.

## Il nemico invisibile
- Titolo originale: Delenda Est
- Diretto da: Richard Flower
- Scritto da: Ashley Miller e Zack Stentz

### Trama
L'equipaggio della Andromeda si trova ad affrontare una minaccia proveniente dall’apparizione improvvisa di misteriose entità provenienti da un altro universo, creature aliene e potenti.
Le entità prendono di mira Rommie, rapendola attraverso una singolarità e manipolandola per usarla nel loro piano di invasione. Rommie diventa così una prigioniera e un potente strumento nelle mani degli alieni, separata dal resto dell’equipaggio.
Il capitano Dylan Hunt e l’equipaggio della Andromeda pianificano una missione di recupero urgente e rischiosa, consapevoli che gli alieni potrebbero sfruttare Rommie come portale interdimensionale. La presenza aliena, però, destabilizza la nave e altera le leggi fisiche, complicando i movimenti e le comunicazioni. Con l'aiuto di Harper, individuano la frequenza delle entità e seguono il segnale verso la loro dimensione.
Rommie, intanto, lotta per mantenere la propria identità nonostante i tentativi alieni di piegarla al loro volere. In uno scontro finale, Dylan e l’equipaggio colpiscono il nucleo energetico alieno, mentre Rommie riesce a sabotare dall'interno i piani degli invasori, liberandosi dalla loro influenza. Alla fine, l’Andromeda distrugge il portale interdimensionale, respingendo gli alieni nel loro universo, e Rommie si ricongiunge all’equipaggio, profondamente cambiata dall'esperienza.

## Visioni mortali
- Titolo originale: The Dark Backward
- Diretto da: Michael Robison
- Scritto da: Ashley Miller e Zack Stentz

### Trama
Trance scorre una serie di possibili futuri per salvare l'equipaggio da un flagello.

## Il pericolo ovunque
- Titolo originale: The Risk-All Point
- Diretto da: Michael Robison
- Scritto da: Matt Kiene e Joe Reinkemeyer

### Trama
Mentre si dirigono sulla Maru verso il varo della prima nuova nave stellare della Confederazione in oltre trecento anni, Dylan, Beka e Tyr si precipitano ad avvertire la nuova corazzata, la Crimson Sunrise, di un gruppo di battaglia nietzscheano in arrivo. Sospettano che ci sia un agente a bordo della Sunrise e i loro sospetti vengono confermati quando i motori vanno in avaria e la Sunrise viene distrutta. Molti a bordo della Sunrise sono sopravvissuti in capsule di salvataggio, ma scoprono che le capsule perdono aria. Mentre salvano i sopravvissuti, indagano anche sul sabotaggio e si rendono conto che il sabotatore potrebbe essere ancora tra loro.

## La macchina della verità
- Titolo originale: The Right Horse
- Diretto da: Richard Flower
- Scritto da: Emily Skopov

### Trama
Beka è chiamato come testimone di un amico su un pianeta in cui la menzogna e l'inganno sono crimini punibili. Dylan è assente per un vertice di difesa strategica. Beka litiga con le autorità e chiede di vedere il suo "amico". Lei e Tyr lo fanno evadere di prigione e lo nascondono a bordo dell'Andromeda. Era in arresto per crimini contro il conglomerato difensivo Techno-Core, ma l'equipaggio dell'Andromeda, in particolare Beka, lo crede innocente.

## Richiesta di aiuto
- Titolo originale: What Happens to a Rev Deferred?
- Diretto da: Allan Eastman
- Scritto da: Matt Kiene e Joe Reinkemeyer

### Trama
L'equipaggio riceve un messaggio dal reverendo Bem. È su un pianeta che sta per essere distrutto. L'Andromeda insegue il ribelle Magog.

## Un pianeta da distruggere
- Titolo originale: Point of the Spear
- Diretto da: Allan Harmon
- Scritto da: Ashley Miller e Zack Stentz

### Trama
Un pianeta della Confederazione appena colonizzato viene attaccato dai "piroformatori" piriani, ma quando Dylan distrugge le macchine, la flotta piriana arriva per difendere la sua proprietà. Dylan spera di dissuaderli dai loro obiettivi, ma non si lasciano scoraggiare. Dylan è costretto a una battaglia che non voleva, in cui è sconfitto.

## Il pianeta di ghiaccio
- Titolo originale: Vault of the Heavens
- Diretto da: Jorge Montesi
- Scritto da: Gordon Michael Woolvett

### Trama
Mentre è al comando dell'Andromeda durante il turno di notte, Harper decide di iniziare una piccola corsa con un'amichevole nave nietzscheana fino allo scalo più vicino. Quando tenta un trucco per battere il suo rivale fino al punto di curvatura e in iperspazio provoca un malfunzionamento al motore che potrebbe causare la distruzione dell'Andromeda. L'Andromeda riceve una comunicazione da un sistema distante migliaia di anni luce, ma il segnale sembra essere vecchio di pochi giorni. Dylan sente delle voci che gli dicono di raggiungere il segnale alla sua fonte su un pianeta di "fuoco e ghiaccio" e porta l'Andromeda alla fonte, viaggiando attraverso lo spazio ostile controllato dai Nietzscheani per farlo.

## La sonda
- Titolo originale: Deep Midnight's Voice
- Diretto da: Allan Harmon
- Scritto da: Matt Kiene e Joe Reinkemeyer

### Trama
L'Andromeda viene catturata nel mezzo di una battaglia tra due clan nietzscheani, uno dei quali è il Drago-Kazov. Riescono a catturare un combattente ostile del clan sconosciuto. Rivela che i Drago-Kazov credono che il suo clan abbia in suo possesso un leggendario esploratore nietzscheano, la voce di mezzanotte, che ha affermato di aver mappato miliardi di punti di transito nell'iperspazio, così come lo stesso iperspazio. Dylan esamina il racconto quasi mitico della voce di mezzanotte mentre Tyr interroga il loro prigioniero nietzscheano.

## La principessa Tura
- Titolo originale: The Illusion of Majesty
- Diretto da: Peter DeLuise
- Scritto da: Joel Metzger

### Trama
Dopo essere uscita da una parte piuttosto turbolenta dell'iperspazio, l'Andromeda si trova nel mezzo del sistema Prolon, un'area ricca di radiazioni e materiali pericolosi, compresi rifiuti corrosivi. L'Andromeda salva una capsula di ibernazione dalla distruzione, ma subisce gravi danni per mano dei suoi inseguitori, che chiedono a Dylan di restituire l'abitante, la loro principessa, alla loro custodia.

## I Templari dello spazio
- Titolo originale: Twilight of the Idols
- Diretto da: Richard Flower
- Scritto da: Ashley Miller e Zack Stentz

### Trama
Andromeda incontra un gruppo che li ha segretamente supportati. Il loro leader afferma di avere un legame con la vecchia Confederazione. Quando Dylan sente le affermazioni, inizia ad avere dei dubbi.

## Rivelazioni
- Titolo originale: Day of Judgement, Day of Wrath
- Diretto da: Allan Eastman
- Scritto da: Ashley Miller e Zack Stentz

### Trama
Tyr lascia l'Andromeda mentre è in bacino di carenaggio per le riparazioni per cercare altri sopravvissuti al suo clan. Dylan e il resto dell'equipaggio restano a salutare una nuovissima corazzata della Confederazione, la Resoluction of Hector. L'IA da installare nell'Hector era derivata da Andromeda e dall'ex IA dell'Ira di Achille, che era stata distrutta in una missione precedente. Le cose si complicano quando Rommie guida una forza d'attacco per prendere il controllo della Resoluction of Hector.

## La reliquia
- Titolo originale: Shadows Cast by a Final Salute
- Diretto da: Jorge Montesi
- Scritto da: Robert Engels

### Trama
Tyr fa la sua mossa. Ha convinto i nietzscheani di essere la reincarnazione genetica di Drago Museveni, capostipite del suo clan. I Nietzscheani si staccano dalla Confederazione e Tyr cerca di costringere Dylan a prendere la decisione di salvare il suo equipaggio o sacrificare l'Andromeda.